# Tylertown
Tylertown är administrativ huvudort i Walthall County i delstaten Mississippi.Vid 2020 års folkräkning hade Tylerton 1 515 invånare.